# Ali Hassan Chalil
Ali Hassan Chalil (ur. 14 lipca 1964 w Al-Chijam) – libański polityk szyicki, deputowany Zgromadzenia Narodowego z okręgu Hasbaja-Mardż Ujun, członek władz Amalu. W latach 2003–2004 kierował ministerstwem rolnictwa. 13 czerwca 2011 r. został mianowany ministrem zdrowia publicznego w rządzie Nażiba Mikatiego.